# آکاکیا رنگ‌پریده
آکاکیا رنگ‌پریده (نام علمی: Acacia pallida) نام یک گونه از سرده آکاسیا است.

## نگارخانه

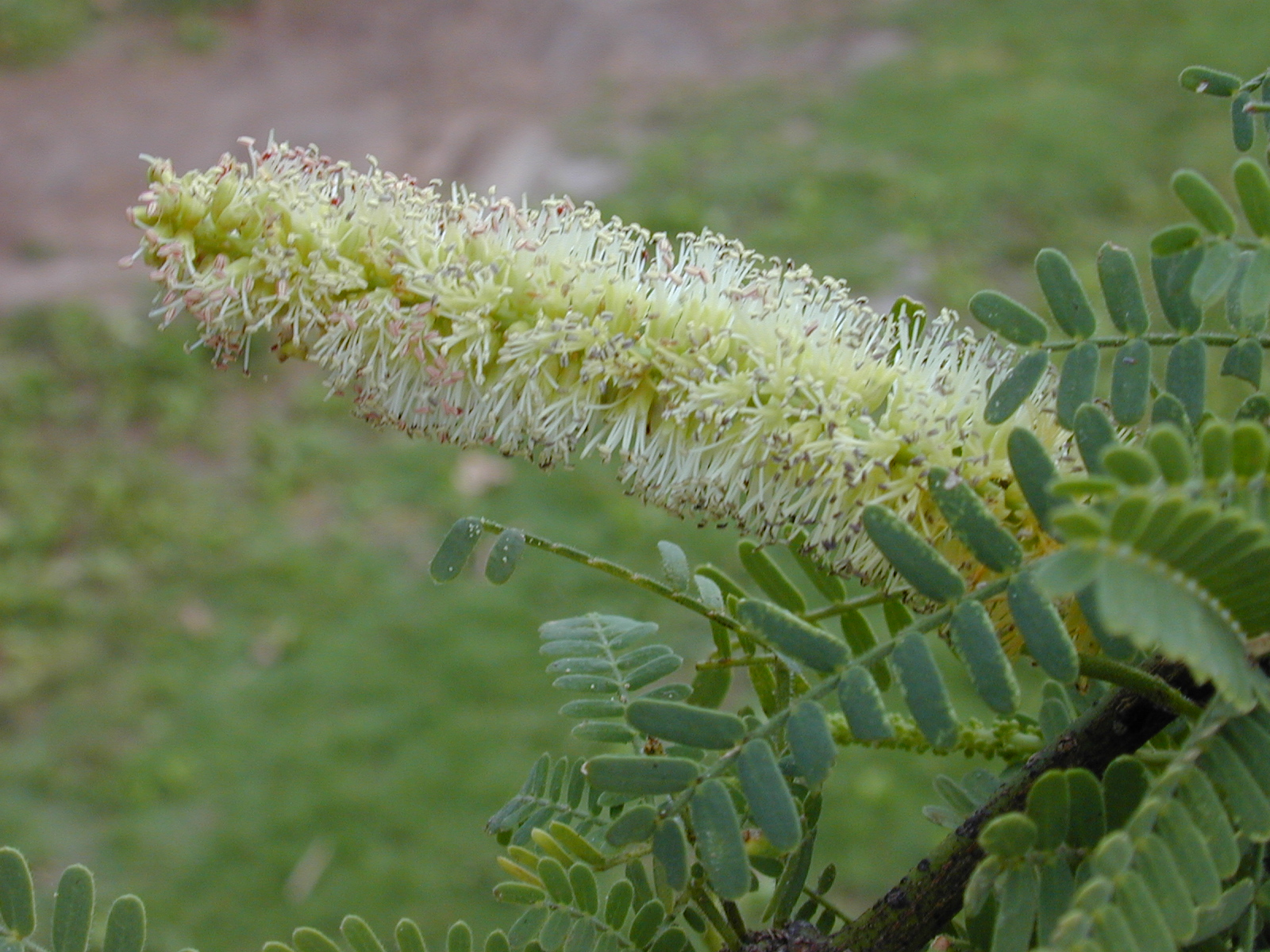
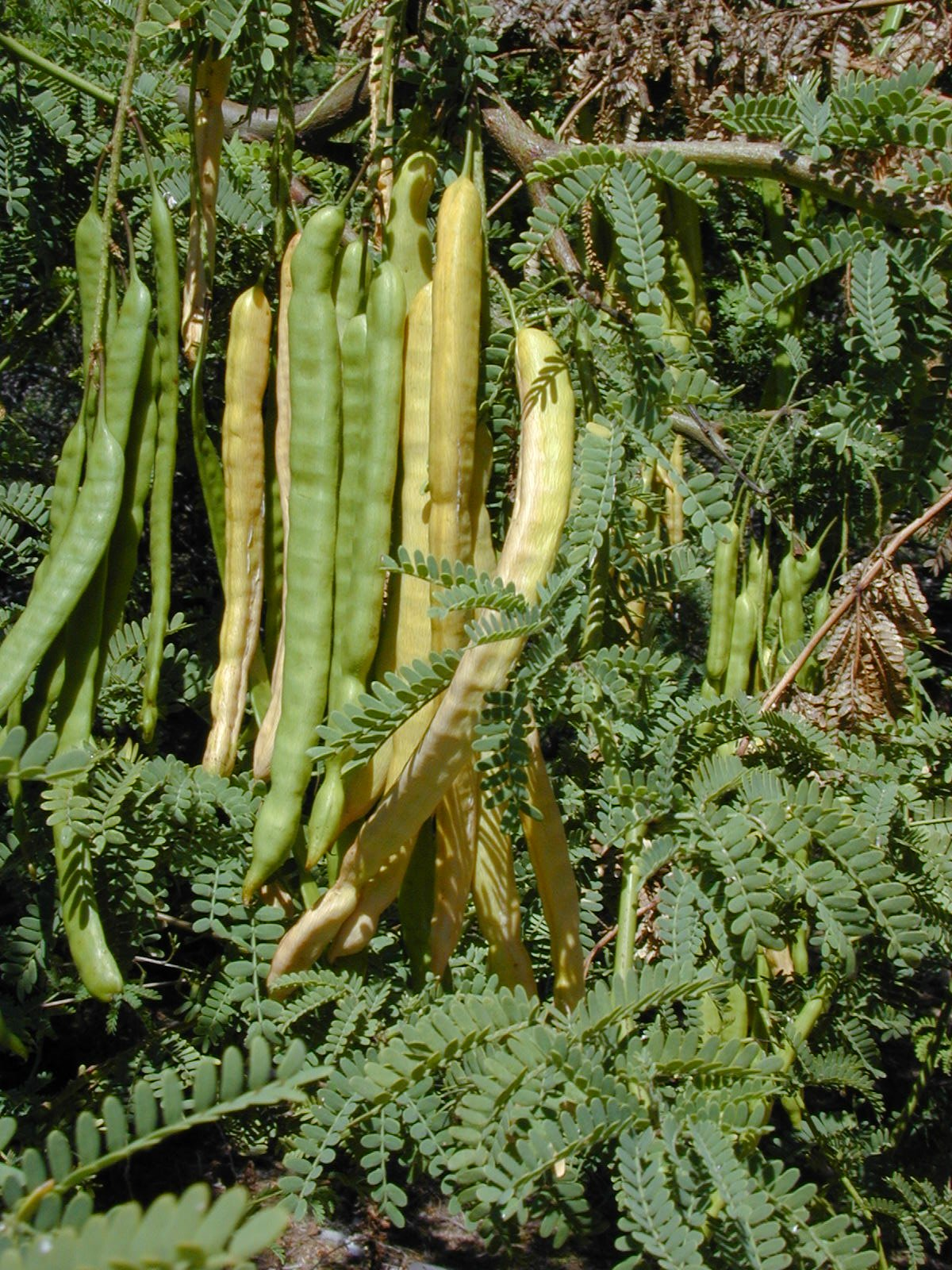
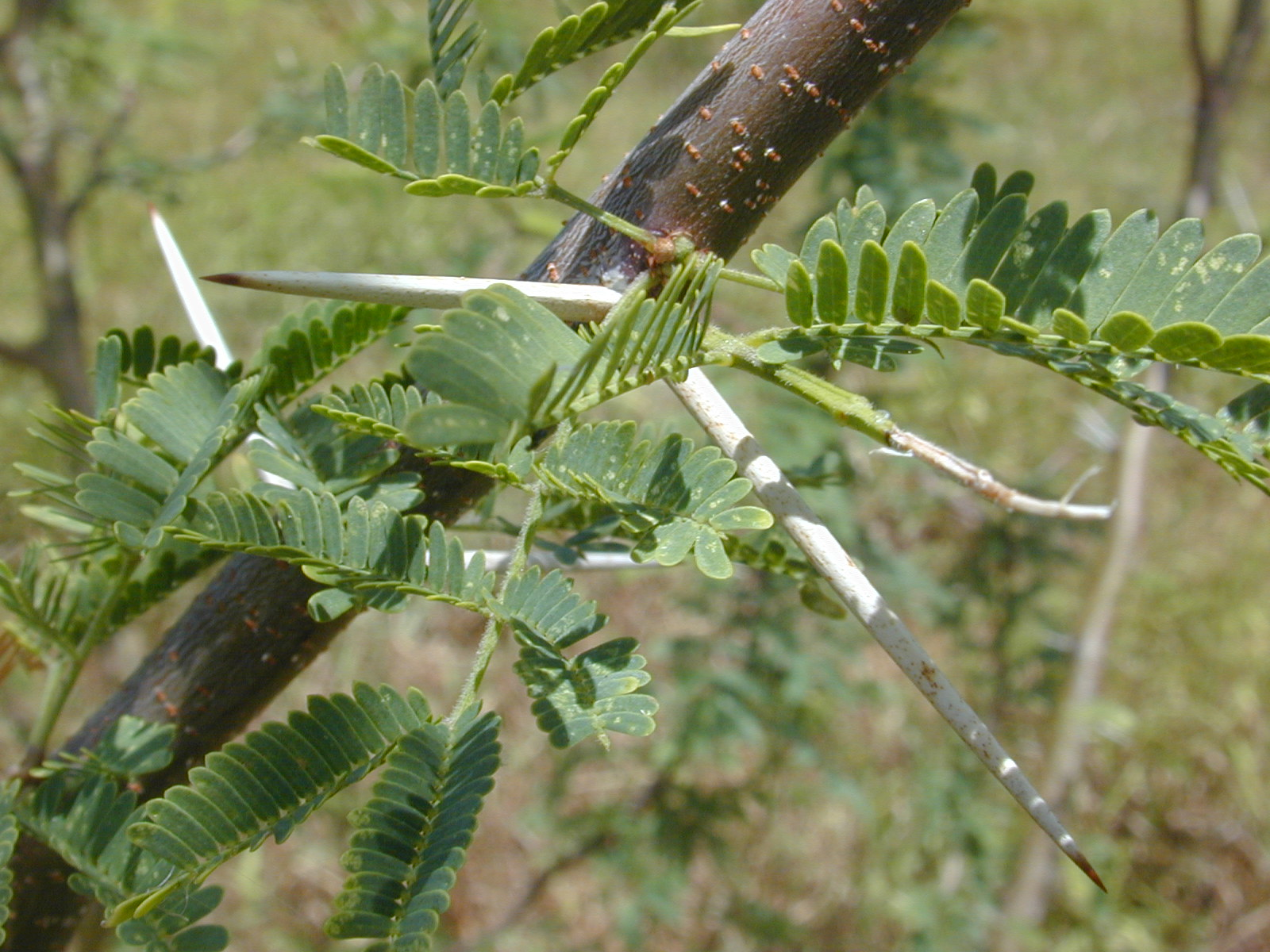
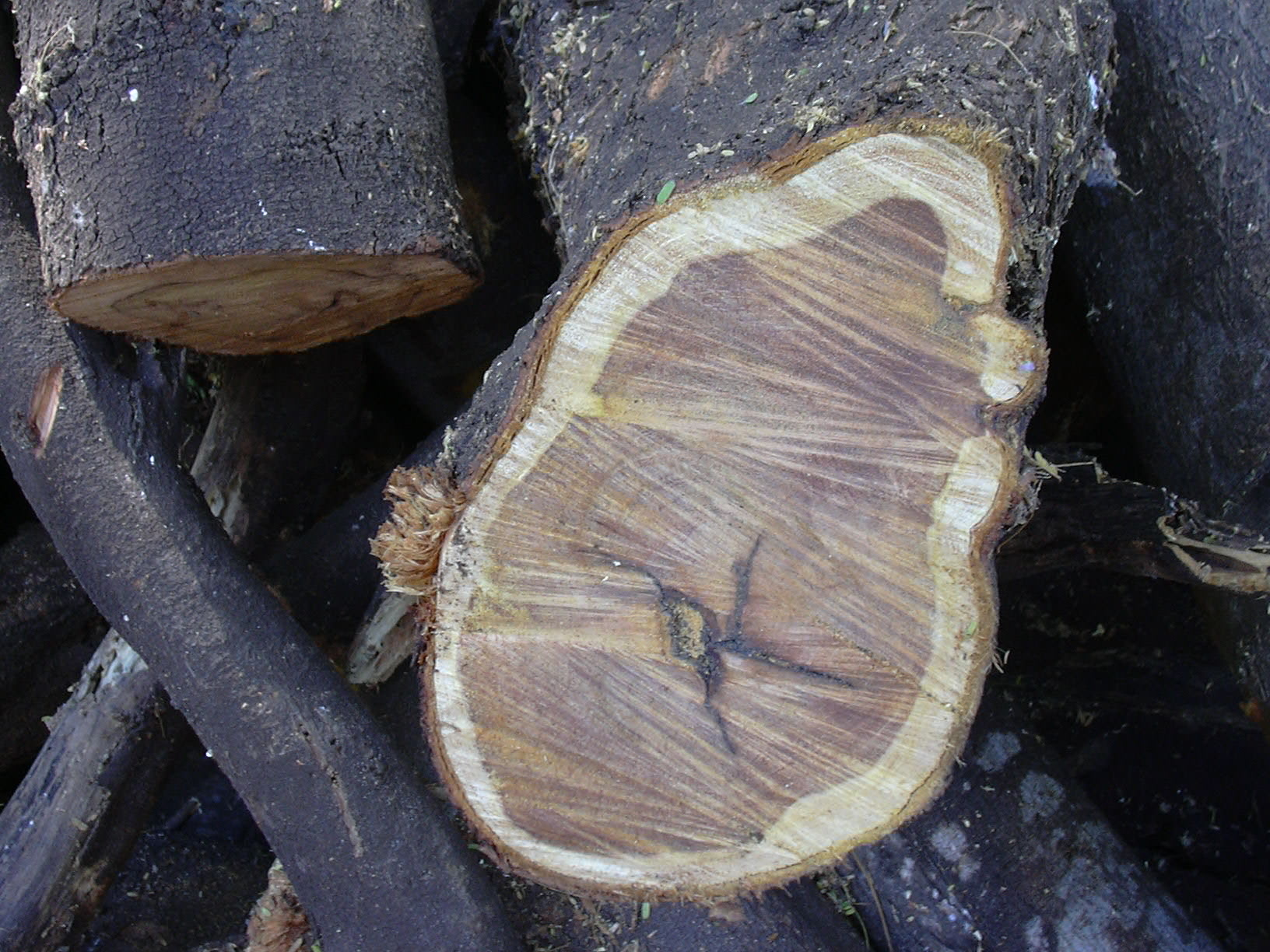
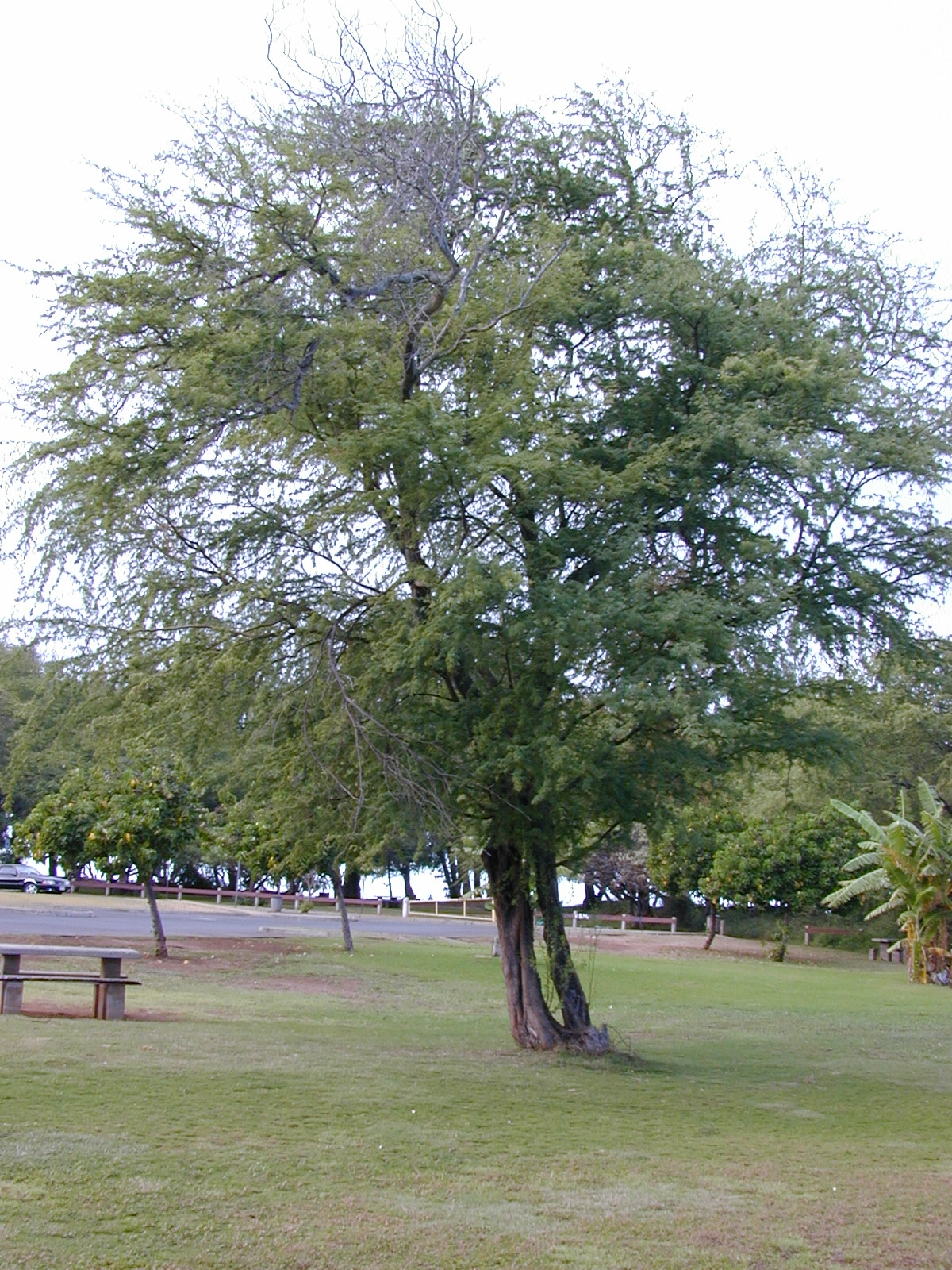
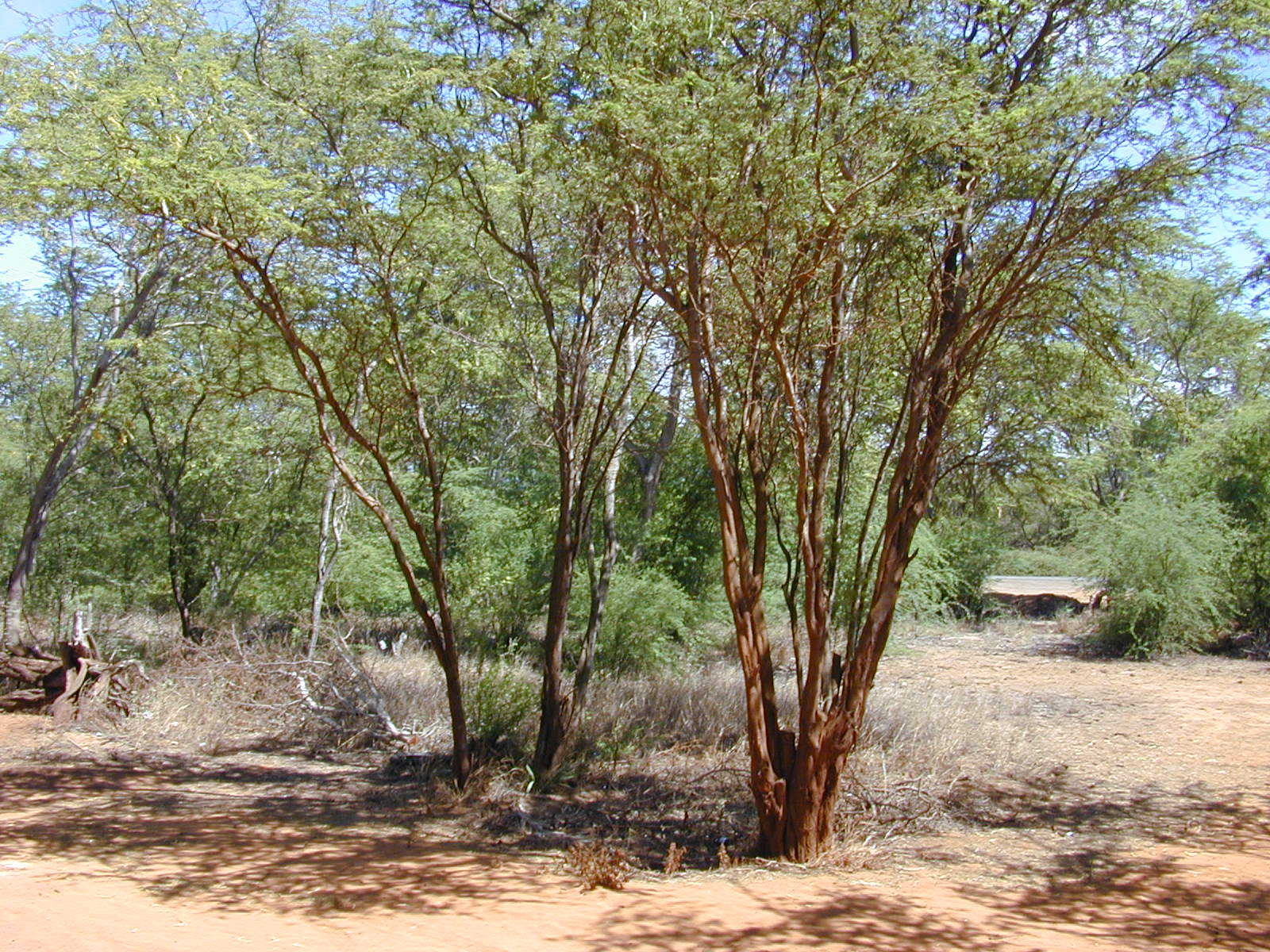
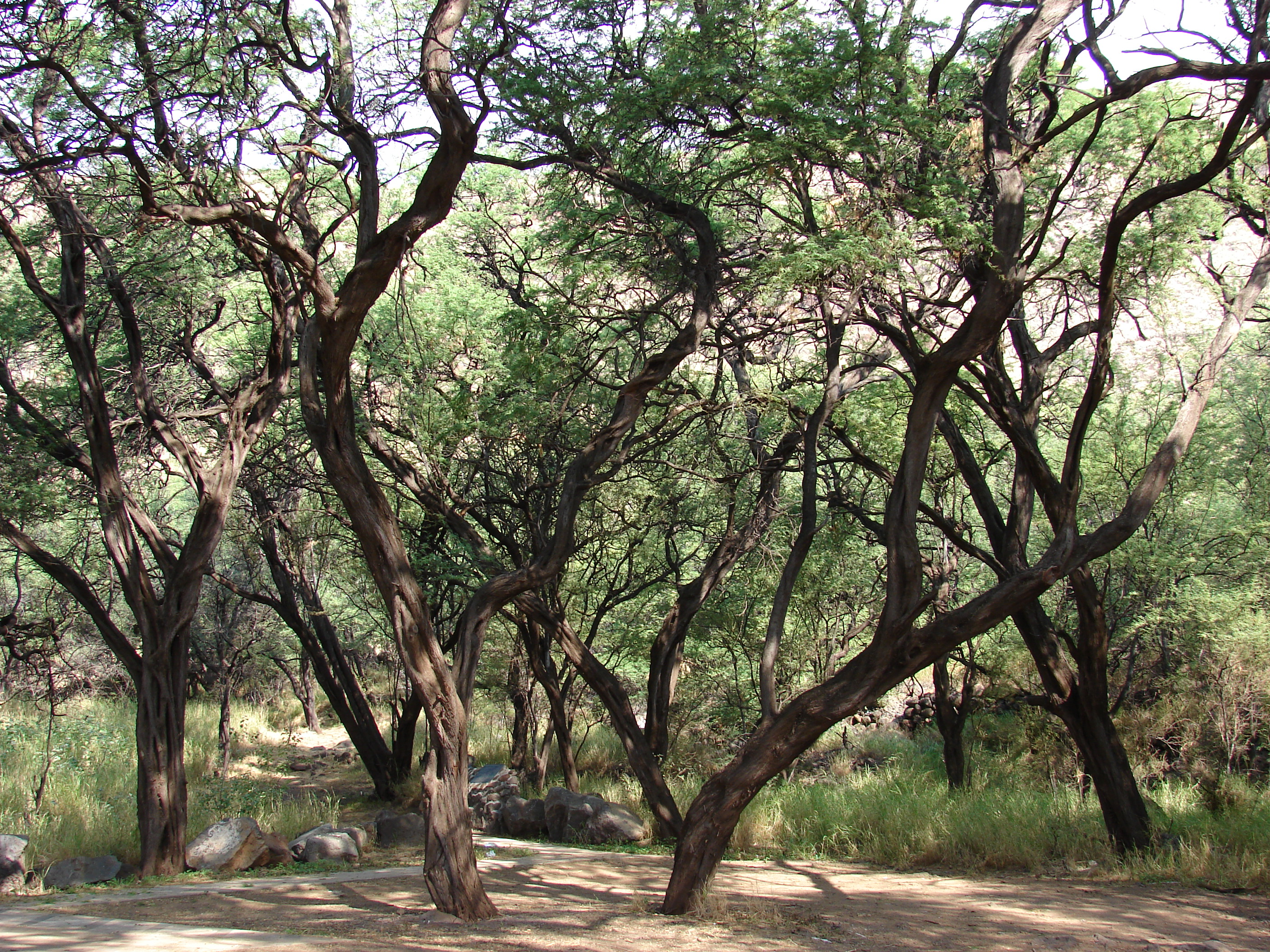
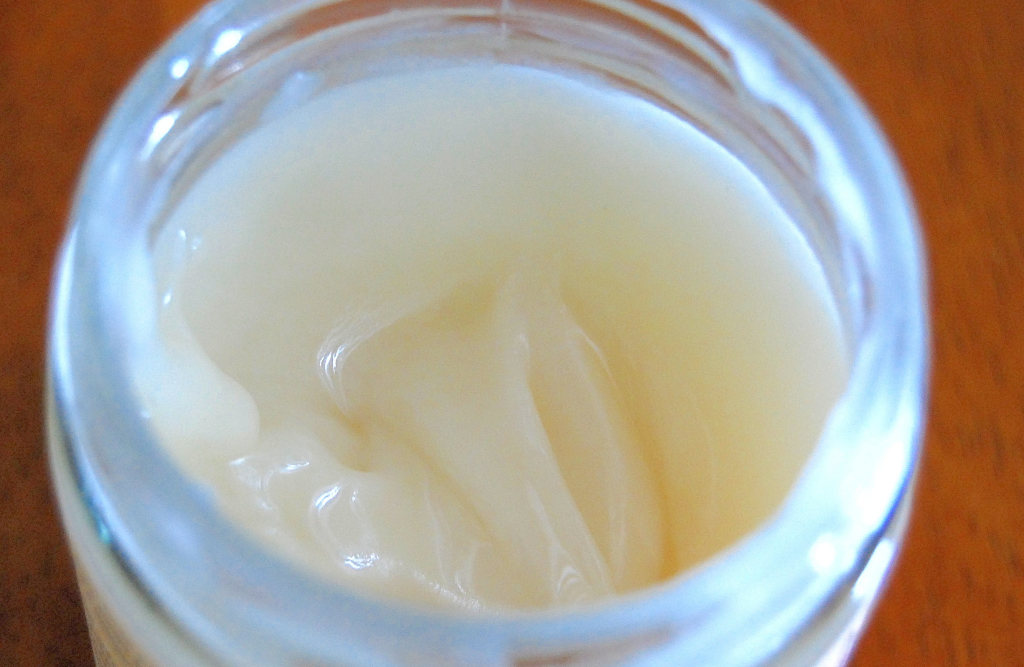